# NGC 5803
NGC 5803 est une galaxie lenticulaire située dans la constellation de la Balance. Sa vitesse par rapport au fond diffus cosmologique est de 7 821 ± 37 km/s, ce qui correspond à une distance de Hubble de 115,4 ± 8,1 Mpc (∼376 millions d'al). NGC 5803 a été découverte par l'astronome américain Francis Leavenworth en 1885.